# Sorsby Fundusdystrophie
Die Sorsby Fundusdystrophie ist eine sehr seltene angeborene Form einer Makuladystrophie mit zentralem Beginn im 3. bis 6. Lebensjahrzehnt mit Netzhautablösung und -atrophie. Synonyme sind: Sorsby-Syndrom II, pseudoinflammatorische Fundusdystrophie.
Die Erkrankung ist nicht zu verwechseln mit dem „Sorsby-Syndrom“ genannten Syndrom Makula-Kolobom - Brachydaktylie Typ B. Die Bezeichnung bezieht sich auf den Erstautoren der Erstbeschreibung aus dem Jahre 1949 durch den polnisch-englischen Augenarzt Arnold Sorsby (1901–1980) und Mitarbeitern.
Die Erkrankung wurde bereits 1940 vom Autor erwähnt.

## Ursache und Verbreitung
Der Erkrankung liegen Mutationen im TIMP3-Gen auf Chromosom 22 Genort q12.3 zugrunde.
Die Häufigkeit wird mit unter 1 zu 1.000.000 angegeben, die Vererbung erfolgt autosomal-dominant. Es gibt aber auch eine autosomal-rezessiv vererbte Form.

## Klinische Erscheinungen
Klinische Kriterien sind:
- Manifestation im Erwachsenenalter
- Beginn mit Makulaödem, Blutungen und Exsudaten um das 40. Lebensjahr herum
- allmähliche Atrophie mit Pigmentierung und Aderhautskerlose
- fortschreitende Veränderung der Netzhautperipherie
- im Verlauf ist der Fundus ausgeprägt atrophisch und pigmentiert
- schließlich entwickelt sich eine massive Sehbeeinträchtigung

Die Schwere der Erkrankung kann individuell unterschiedlich sein.

## Diagnose und Differentialdiagnostik
Die Diagnose ergibt sich aus der Kombination klinischer Befunde und kann durch humangenetische Untersuchung gesichert werden. 
Abzugrenzen sind:
- altersbedingte Makuladegeneration (AMD)
- Retinopathia centralis serosa
- generalisierte Choroidalsklerose
- zentrale areoläre Choroidalsklerose
- Morbus Stargardt (Fundus flavimaculatus)
- Best-Krankheit
- dominante (familiäre) Drusen[7]
- Musterdystrophien des retinalen Pigmentepithels[8]
- Choroiditis disseminata

## Therapie
Eine Behandlung mit intravitrealer Gab von Antikörpern gegen den Vascular Endothelial Growth Factor (VEGF) ist möglich.